# Дрігейзен (Алкмар)
Дрігейзен (нід. Driehuizen) — село в нідерландській провінції Північна Голландія. Входить до муніципалітету Алкмар.
Його площа становить 4,47 км², а населення станом на 2021 рік складало 245 осіб.
Перша згадка про населений пункт, чия назва буквально перекладається як «три будинки», датується 1639 роком.

## Галерея

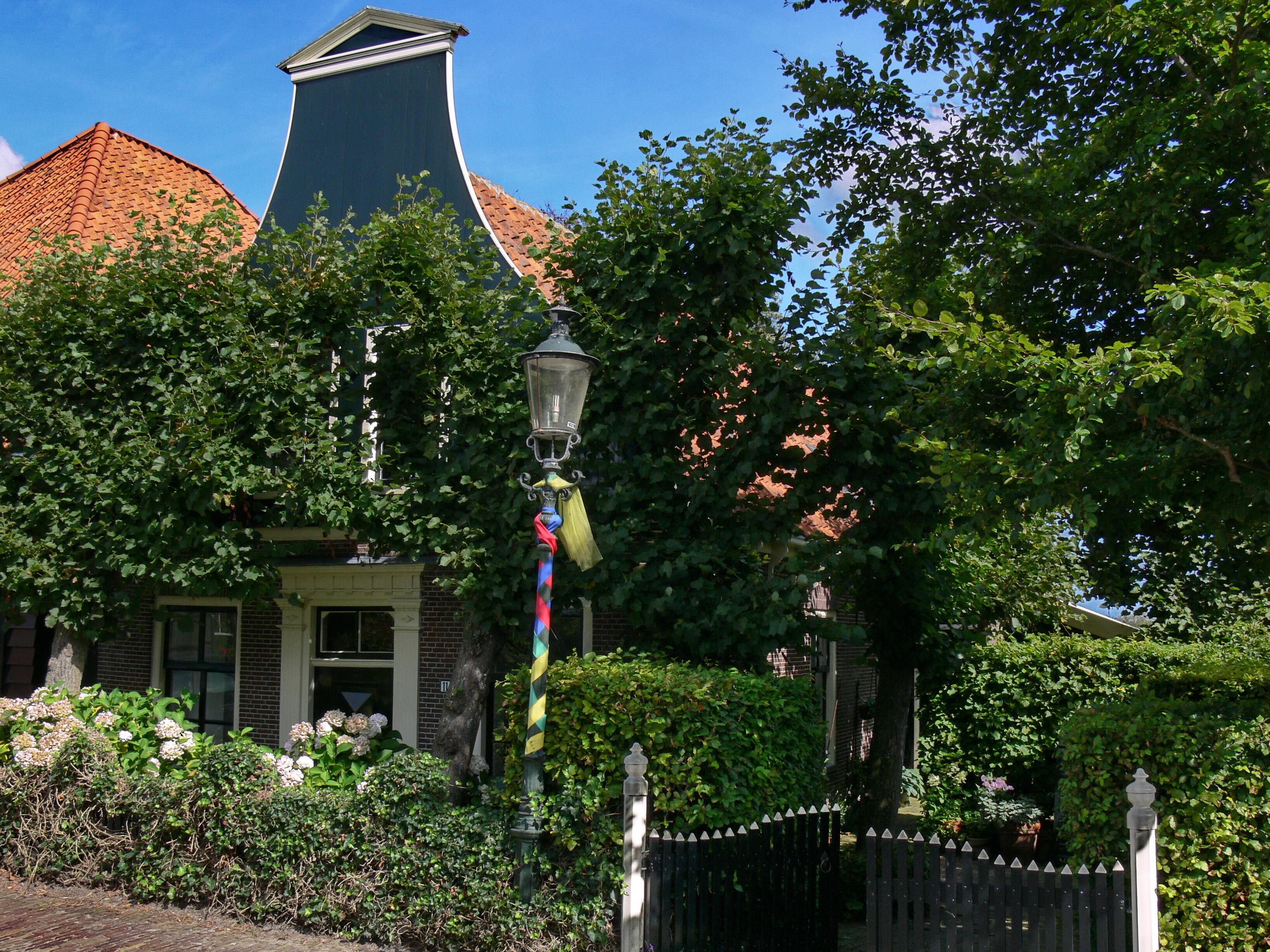
Сільський будинок
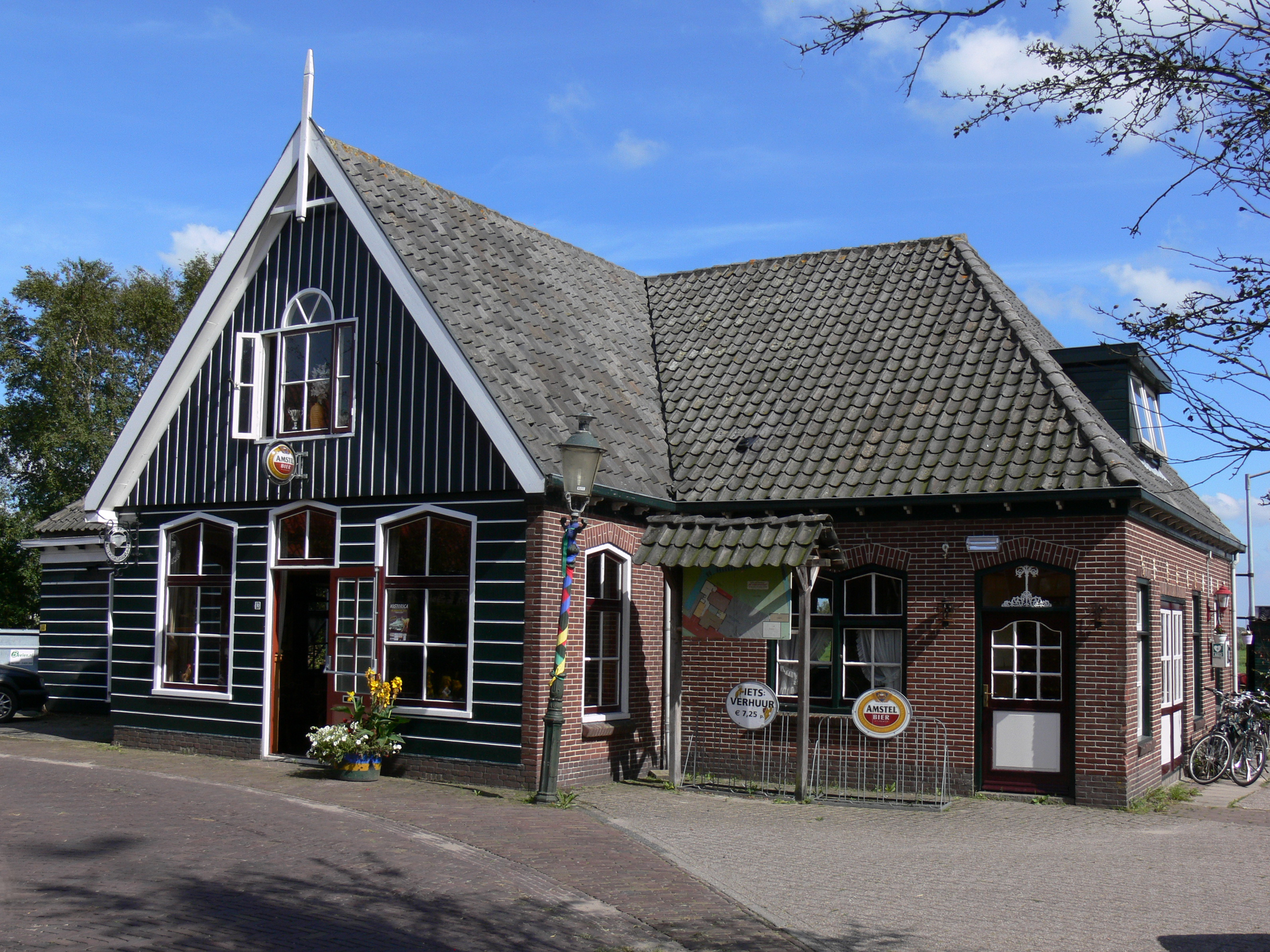
Паб у Дрігейзені